# Paléoanthropologie
La paléoanthropologie, ou paléontologie humaine, est la branche de l'anthropologie physique ou de la paléontologie qui étudie l'évolution de la lignée humaine.
L'évolution de la lignée humaine désigne les différentes étapes qui ont permis d'aboutir à l'homme moderne à partir de ses ancêtres primates. Elle ne se limite pas à l'étude du genre Homo mais inclut plus généralement tous les membres de la sous-tribu des Hominina (ou hominines), y compris les taxons collatéraux.
La paléoanthropologie s'appuie essentiellement sur l'étude des fossiles, mais recourt également à d'autres approches comme la primatologie. Elle est puissamment aidée par des instruments d'imagerie de plus en plus sophistiqués, longtemps réservés à la médecine de pointe, voire à la physique nucléaire comme l'European Synchrotron Radiation Facility. Elle exploite aussi de manière croissante, depuis l'orée du XXIe siècle, les analyses génétiques, devenues nettement plus accessibles grâce au progrès rapide des techniques d'extraction et de séquençage de l'ADN.
Cette science ne peut exploiter qu'un matériel fossile encore fragmentaire et rare. De plus, les travaux des chercheurs conduisent à émettre des hypothèses qui font rarement l'unanimité au sein de la communauté des paléoanthropologues, et qui sont souvent remises en question lors de découvertes ultérieures. Touchant à un domaine sensible (l'origine d'Homo sapiens), la paléoanthropologie a connu une histoire agitée qui n'en est encore qu'à ses débuts.

## Histoire
Depuis le XIXe siècle, les découvertes de fossiles humains ou pré-humains se sont succédé sur tous les continents, chacune des régions concernées focalisant l'attention des chercheurs à des époques différentes.

### Europe
Au début du XIXe siècle, l'Ancien Testament est l'ouvrage de référence qui décrit l'histoire de l'Homme sur la Terre. Il est alors lu principalement littéralement, et pour une très grande majorité l'aventure humaine est avant tout céleste, dans son origine comme dans son évolution. En l'espace d'un demi-siècle, l'association de la théorie de l'évolution de Charles Darwin et de découvertes allant dans son sens vont progressivement modifier cette vision que l'Homme a de lui, l'amenant à considérer les écrits bibliques comme plus allégoriques, et le poussant surtout à concevoir le fait qu'il a bel et bien un passé terrestre, qui est peut-être beaucoup plus étendu dans le temps que ce qui aurait pu être imaginé.
En 1823 est découverte au Pays de Galles la dame rouge de Paviland, premier Homo sapiens fossile connu, mais que l'on date erronément à ce moment de l'époque romaine.

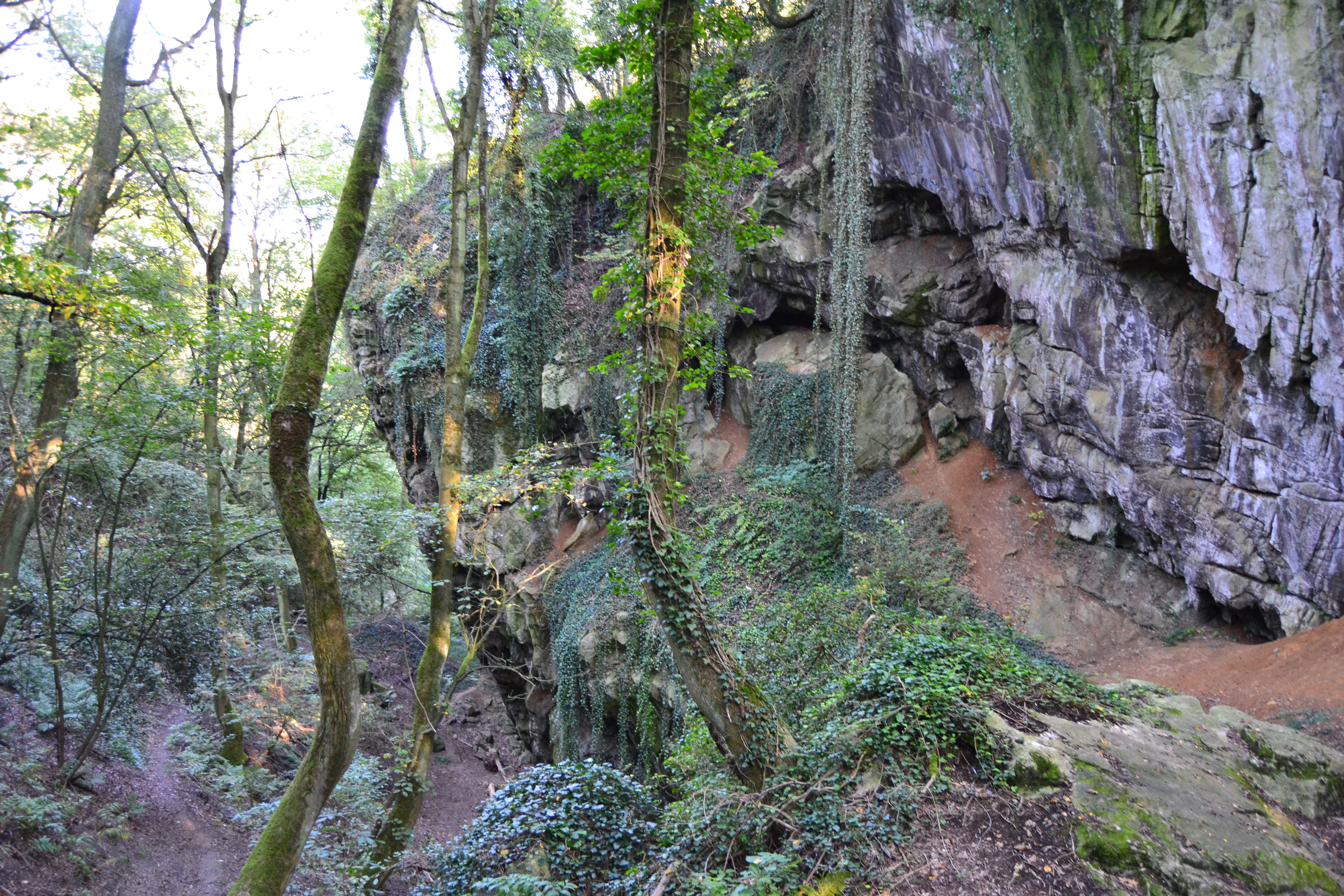
Le vallon des grottes Schmerling aux Awirs en Belgique, lieu des premières découvertes de paléoanthropologie en 1829.

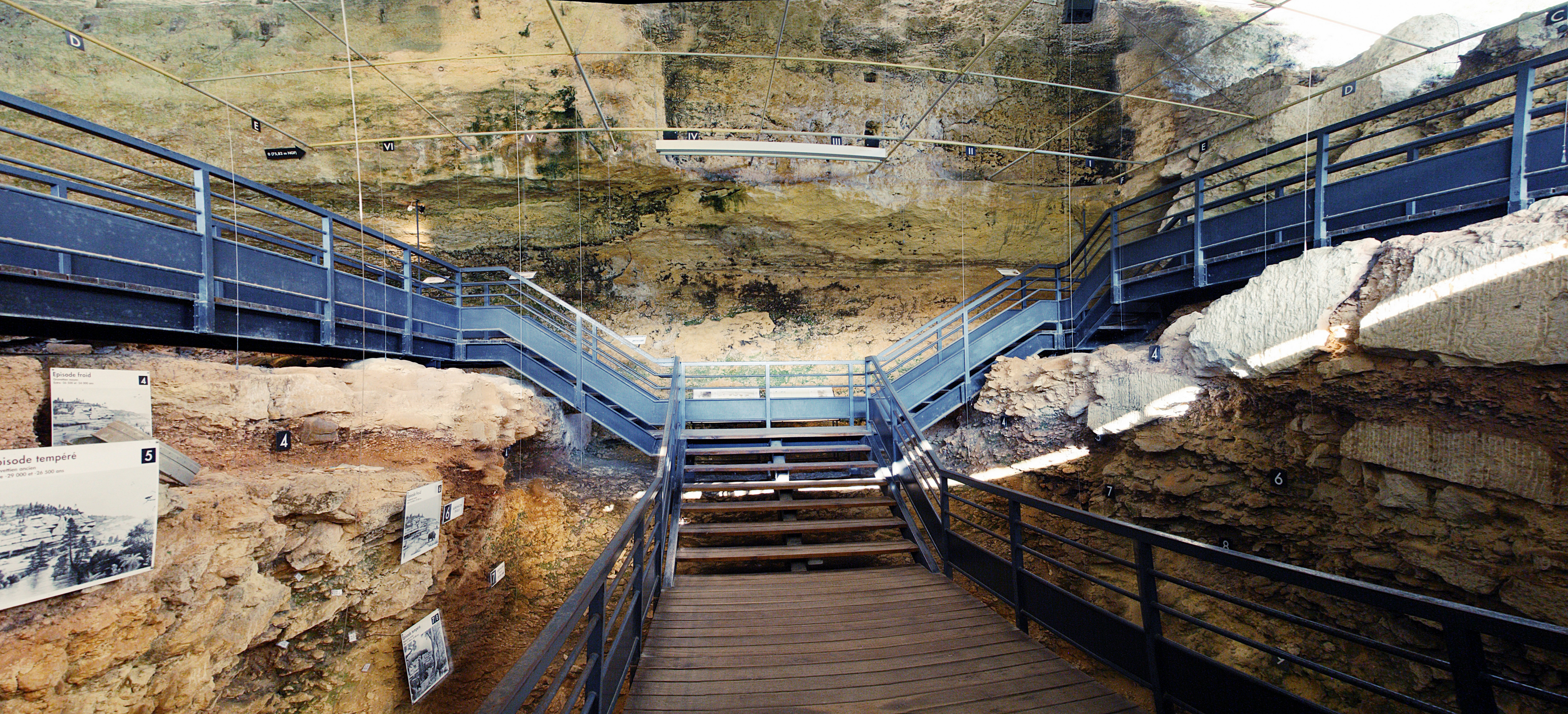
Le chantier de fouilles de l'abri Pataud en France.

En 1829, Philippe-Charles Schmerling, médecin belge, découvre dans les grottes d’Engis plusieurs ossements fossiles, dont un crâne humain qui sera bien plus tard identifié comme celui d'un enfant néandertalien (Engis 2), et le crâne d'un adulte du néolithique (Engis 1). L’association, dans un même contexte stratigraphique, de restes d’animaux disparus, de restes humains et d’outils taillés, l’amène à dire qu’il a existé un homme fossile. Mais il est à l'époque encore trop tôt pour que les esprits acceptent d'admettre l'existence passée d'une autre espèce humaine. En 1848, un crâne d'adulte néandertalien, beaucoup plus caractéristique, sera découvert à Gibraltar dans la carrière de Forbes; il subira le même sort que celui découvert en Belgique.
En 1856, dans une carrière de la vallée de Néander, en Allemagne, des ouvriers mettent au jour des ossements et un fragment de crâne qu'ils remettent à Johann Carl Fuhlrott, un passionné d'histoire naturelle. Celui-ci remarque immédiatement la particularité de ces ossements qui, bien qu'étant visiblement différents de ceux d'un homme actuel, en possèdent tout de même certaines caractéristiques. Mais là encore, on ne va pas admettre immédiatement la parenté de l'homme auquel a appartenu ce crâne avec notre espèce. Le nom du lieu de la découverte va pourtant devenir célèbre, après que dans les décennies suivantes, les découvertes d'ossements de ce genre se seront multipliées. Jacques Boucher de Perthes publie de 1846 à 1864 les premiers ouvrages questionnant l'ancienneté des sites de fouille, montrant par la stratigraphie que les outils de pierre sont attribuables à des hommes « anté-diluviens ». L'espèce Homo neanderthalensis est décrite en 1864 et il s'agit du premier fossile humain ancien identifié comme tel. Les découvertes suivantes concernent à la fois des fossiles d'Homo sapiens (Homme de Cro-Magnon en 1868) et d'Homme de Néandertal, dont les squelettes de la grotte de Spy en 1886 et de La Chapelle-aux-Saints en 1908.
En 1859, première date cruciale pour la théorie de l'évolution, Charles Darwin publie L'Origine des espèces. À la suite des théories énoncées dans cet ouvrage, le biologiste et philosophe allemand Ernst Haeckel proposa un arbre généalogique théorique de l’homme dans lequel il fait apparaître un « chainon manquant », un être intermédiaire entre le singe et l’homme. Dans son ouvrage L’histoire de la création naturelle paru en 1868, il nomma cette créature hypothétique Pithecanthropus alalus. Le nom de genre est formé à partir des racines grecques πίθηκος / píthēkos, « singe » et ἄνθρωπος / ánthrôpos, « homme ». Le nom d’espèce est formé sur le préfixe privatif « a- » et le grec ancien λαλέω / laléô, « parler » : l’absence de langage articulé était en effet considérée comme l’une des caractéristiques nécessaires du Pithécanthrope.
En 1871, Darwin publie La Filiation de l'homme et la sélection liée au sexe, ouvrage dans lequel il avance que, dans la nature actuelle, les chimpanzés et les gorilles sont les plus proches parents de l'espèce humaine et qu'un jour, on trouvera des ancêtres communs qui seront africains.
En 1912, on annonce la découverte sensationnelle en Angleterre, à Piltdown, d'un crâne d'homme qui a toutes les caractéristiques de l'homme actuel, excepté une mâchoire primitive. On voit en ce fossile le « chainon manquant » tant recherché entre le singe et l'Homme. Il a 600 000 ans environ ; il est alors décrit comme le véritable ancêtre de l'Homme moderne, au détriment de l'Homme de Néandertal. Il faudra attendre 1953 pour que l'on démontre définitivement que l'homme de Piltdown est une supercherie.

### Asie
La théorie du « chainon manquant » entrainera à son tour l'anatomiste néerlandais Eugène Dubois dans une expédition en Indonésie. À partir de 1891, ce dernier découvrira sur l'ile de Java des ossements fossiles ayant appartenu à ce fameux Pithécanthrope. Il définit en 1894 l'espèce Pithecanthropus erectus, un fémur mis au jour appartenant incontestablement à un être bipède.
À partir de 1921, le géologue suédois Johan Gunnar Andersson découvre à Zhoukoudian en Chine, près de Pékin, quelques dents fossiles que le professeur canadien Davidson Black décrit en 1927 comme appartenant à une nouvelle espèce contemporaine de Pithecanthropus erectus, le Sinanthrope. L'équipe de fouilles, rejointe par Pierre Teilhard de Chardin, découvre de 1929 à 1937, au même endroit, un nombre impressionnant de restes humains du même type, qui seront cependant perdus en 1941, pendant la Seconde Guerre mondiale, alors qu'ils sont en route pour l'Amérique.
Aujourd'hui, le Sinanthrope et le Pithécanthrope ont été regroupés au sein de l'espèce Homo erectus.

### Afrique
En 1924, Raymond Dart découvre le fossile de l'enfant de Taung en Afrique du Sud (Australopithecus africanus) ; c'est le premier Australopithèque connu. Mais à ce moment-là, l'homme de Piltdown est encore considéré comme l'ancêtre de l'homme, et faire accepter à la communauté que l'enfant de Taung, âgé de plus de 2 millions d'années, africain de surcroit, est le véritable ancêtre n'est pas chose facile. Robert Broom découvrira dans les années 1930 et 1940 d'autres fossiles d'Australopithèques et de Paranthropes en Afrique du Sud.
En 1959, Louis et Mary Leakey trouvent le premier Paranthrope en Afrique orientale. Ils créent l'espèce Paranthropus boisei, sur la base d'un fossile datant de 1,75 million d'années.
En 1967, Vincent Sarich, anthropologue, et Allan Wilson, biologiste moléculaire, mesurent la distance génétique entre l'Homme et le Chimpanzé. Ils évaluent alors la date de la divergence entre 4 et 5 millions d'années ; à cette époque aurait donc vécu le dernier ancêtre commun au chimpanzé et à l'homme. La date de la divergence Hominines / Chimpanzés demeure aujourd'hui âprement débattue entre généticiens et paléoanthropologues, avec des propositions qui varient de 5 à 12 Ma, autour d'une médiane d'environ 7 Ma.
En 1974, Donald Johanson découvre Lucy (Australopithecus afarensis) en Éthiopie ; elle a 3,2 millions d'années et bouscule les théories. Yves Coppens popularise l'East Side Story à partir de 1982, théorie qui localise le berceau de la lignée humaine à l'est de la Vallée du Grand Rift.
En 1995, Michel Brunet découvre au Tchad un fragment de mandibule d'un individu surnommé Abel (Australopithecus bahrelghazali) ; le fossile est daté de 3,5 Ma, soit un peu plus que Lucy. La nouveauté de cette découverte réside dans le fait qu'Abel est situé à 2 500 km à l'ouest du Grand Rift, en Afrique centrale, ce qui bouscule la théorie de l'East Side Story.
En 1999, Yohannes Haile-Selassie découvre Ardipithecus kadabba (5,8 à 5,5 Ma) en Éthiopie.
En 2000, Brigitte Senut et Martin Pickford découvrent Orrorin tugenensis au Kenya : il a environ 5,9 Ma.
En 2001, Michel Brunet découvre Toumaï (Sahelanthropus tchadensis, 7 Ma) au Tchad.
Ces trois derniers hominines du Miocène supérieur suscitent encore des débats concernant leur appartenance ou non à la sous-tribu des hominines.

## Réactions à la théorie de l'évolution
La théorie de l'évolution, qui est le cadre conceptuel de la paléoanthropologie, suscite chez certains publics des réactions opposées, de rejet ou de suracceptation. La première se manifeste à travers le créationnisme, rassemblant les partisans d'une lecture littérale des récits de la création présentés par les trois grandes religions monothéistes. La deuxième réaction évoquée se développe au début des années 1970, et tend à placer sur le même plan l'Homme et les Grands Singes, en évoquant notamment leur proximité génétique, allant jusqu'à proposer de les rassembler dans un genre commun.

## Cadre scientifique et méthodes

### Disciplines connexes
La paléoanthropologie utilise les connaissances issues de multiples disciplines :
- La paléontologie étudie les ossements fossiles animaux, ou paléofaunes.
- La primatologie offre un point de comparaison avec les primates vivants ou fossiles.
- La paléoclimatologie tente de reconstituer les climats du passé.
- L'étude du paléoenvironnement (paléobotanique et paléozoologie) nous renseigne sur l'écosystème dans lequel vivaient les hominines.
- La paléopalynologie étudie les vestiges de pollens sur les sites archéologiques.
- La taphonomie tente de reconstituer les évènements qui ont pu affecter un fossile entre la mort de l'organisme et la découverte du fossile.
- L'anthropologie, qui décrit l'homme actuel, peut aussi aider à comprendre les évolutions biologiques ou culturelles du passé.
- L'anthropologie moléculaire utilise les techniques de la biologie moléculaire pour analyser l'évolution ou la parenté de différentes espèces ou populations humaines.
  - Elle comprend la paléogénétique qui analyse l'ADN de fossiles anciens pour en déterminer l'appartenance.
- L'archéothanatologie étudie les différents aspects biologiques, sociologiques et culturels de la mort dans les populations anciennes.
- L'archéologie exploite les artéfacts produits par l'activité humaine préhistorique.
- La tracéologie étudie les traces laissées sur les outils ou sur les armes par leur usage.

### Formation des fossiles
Parmi les conditions à réunir pour qu’un squelette soit fossilisé, il faut que les os se retrouvent enterrés. Pour cette raison, on ne découvrira les fossiles que dans les roches sédimentaires, lesquelles viennent couvrir en lits successifs la surface du sol.

### Étude du développement dentaire
Les dents de nos plus proches ancêtres témoignent d'évolutions morphologiques et physiologiques. Le changement de forme de la canine au sein des homininés a éliminé la spécialisation acquise par les singes dans l'action de la canine supérieure sur la face occlusale de la prémolaire inférieure P3 (C/P3). La diminution de la projection de la canine supérieure a augmenté la marge de manœuvre occlusale et transformé la fonction de l'occlusion dentaire des hominidés. La tendance des prémolaires inférieures P3 à se moraliser est une preuve de l'évolution du rôle biologique de cette dent. Le résultat est que l'hétéromorphie des prémolaires inférieure (P3 par rapport à P4) est minimisée chez Homo sapiens.

### Techniques de datation
Les techniques de datation sont devenues plus nombreuses et plus fiables au fil du temps :
- Biostratigraphie
- Paléomagnétisme
- Datation radiométrique
- Datation par isotopes cosmogéniques
- Résonance paramagnétique électronique
- Thermoluminescence
- Datation par luminescence stimulée optiquement

## Arbre évolutif

### Évolution linéaire
Jusqu'au début des années 1980, l'état de la recherche permettait de représenter l'évolution des hommes au Pliocène et au Pléistocène comme suit :
Les découvertes de l'époque laissaient à penser que l'arbre évolutif des genres Australopithèque et Homo était linéaire et que les espèces se succédaient dans un processus continu et régulier, chaque espèce étant l'ancêtre de l'autre. Cette hypothèse a connu son apogée dans les années 1960-1970, époque de forte influence de la théorie synthétique de l'évolution (TSE) dans les différentes disciplines de la paléoanthropologie. Certains chercheurs défendaient même avec force la théorie de l'espèce unique : à une époque donnée ne pouvait exister qu'une seule espèce d'hominine. L'arbre évolutif de l'homme était alors perçu comme « un gros tronc avec très peu de branches ».

### Évolution buissonnante
Depuis les années 1980, les découvertes de fossiles humains anciens se sont multipliées, et avec elles, le nombre d'espèces du genre Homo. Du même coup, l'histoire évolutive de l'homme est passée d'un arbre linéaire à un arbre buissonnant, et des espèces que nous pensions être nos ancêtres il y a encore peu sont devenues nos défunts cousins.
Les nombreux fossiles découverts sur tous les continents ont complètement transformé notre arbre évolutif en un « buisson » très fourni. Toumaï (Sahelanthropus tchadensis), découvert en 2001 au Tchad, est actuellement le plus lointain de nos ancêtres connus : il a environ 7 millions d'années. Au début du Calabrien, il y a environ 1,8 million d'années, vivaient dans les mêmes régions d'Afrique de l'Est des Paranthropus boisei, des Homo rudolfensis, des Homo habilis, et des Homo ergaster.
Le consensus scientifique actuel reconnait entre 10 et 15 espèces distinctes au sein du genre Homo.

## Émergence en Afrique
La sous-tribu des Hominina (ou hominines) comprend 7 genres : Sahelanthropus (7 Ma), Orrorin (5,9 Ma), Ardipithecus (5,8 - 4,4 Ma), Kenyanthropus (3,4 Ma), les Australopithèques (4,2 Ma - 2 Ma), les Paranthropes (2,7 Ma - 1,4 Ma), et le genre Homo.
Le berceau des Hominina vers 7 Ma, puis du genre Homo vers 3 Ma, puis de l'espèce Homo sapiens vers 300 000 ans, semble être le continent africain.
Yves Coppens a émis en 1982 l'hypothèse, dite de l'East Side Story, que l'Afrique de l'Est aurait vu naitre les premiers hominines, en raison d'un assèchement climatique causé dans cette région par la formation de la Vallée du Grand Rift. Mais la découverte en 2001 d'un hominine au Tchad daté de 7 Ma a sérieusement fragilisé cette théorie. Par ailleurs, de nombreuses régions d'Afrique restent inexplorées, parmi lesquelles les régions forestières, aux sols trop acides, ne fournissent pas les conditions nécessaires à la préservation des fossiles.
À partir de 2005, Yves Coppens a infléchi sa théorie, sous le nouveau nom de Omo event, pour faire de l'Afrique de l'Est le lieu d'émergence du genre Homo, et non plus de la sous-tribu des Hominina.

## Migrations humaines
Si le genre Homo est né en Afrique, il est tôt sorti de son berceau africain, représenté par différentes espèces successives. L'une de ces sorties d'Afrique intervient vers 1,5 Ma ; Homo ergaster diffuse alors l'industrie acheuléenne au Moyen-Orient et en Inde.
Homo sapiens quitte l'Afrique à plusieurs reprises, la dernière fois il y a environ 55 000 ans. L'Asie du Sud est colonisée la première, puis l'Australie, l'Europe il y a 45 000 ans, et enfin l'Amérique il y a peut-être 25 000 ans.

## Génétique
Les travaux des généticiens engagés depuis 2006 ont permis d'achever le séquençage du génome nucléaire de l'Homme de Néandertal dès 2009, puis de mettre en évidence en 2010 l'existence d'une espèce nouvelle et apparentée aux Néandertaliens, l'Homme de Denisova. Avec Homo sapiens, ce sont donc trois espèces humaines qui sont aujourd'hui pleinement identifiées au plan génétique.
Ces trois espèces ont laissé des vestiges fossiles à des latitudes suffisamment septentrionales pour que des fragments d'ADN puissent perdurer pendant des dizaines de milliers d'années. Ce fut par exemple le cas pour l'espèce Homo sapiens lorsqu'un morceau de fémur datant de 45 000 ans fut retrouvé en Sibérie et suffisamment bien conservé pour en extraire un séquençage ADN. Ceci alors que l'on n'a pas encore pu en revanche extraire d'ADN de fossiles de plus de 15 000 ans trouvés sous des latitudes tropicales, où l'ADN est rapidement altéré puis détruit par la chaleur ambiante.
Les recherches s'orientent désormais vers la mise en évidence de différentes populations au sein de l'espèce Homo néanderthalensis, et de sa variation génétique au cours du temps, grâce au nombre croissant de spécimens fossiles ayant pu livrer de l'ADN ancien.